# Стрелки Чубута
Стрелки Чубута (исп. Rifleros del Chubut) — географическая экспедиция, совершившая в 1885—1886 годах 5000-километровый поход по землям современной аргентинской провинции Чубут и составившая первое описание этих земель.

## Предыстория
28 июля 1865 года барк «Velero Mimosa» доставил 153 валлийских колониста в залив Гольфо-Нуэво у южного побережья полуострова Вальдес, где ими был основан Пуэрто-Мадрин. Так началась валлийская колонизация Патагонии.
Договор 1881 года о границе между Чили и Аргентиной нарисовал на карте мира границу между двумя странами, но на самом деле ни в одной из них не представляли с уверенностью, в каких именно местах проходит сухопутная граница в реальности и что там находится.
К середине 1880-х основная часть плодородных земель в нижнем течении реки Чубут была поделена, и поселенцы начали посылать экспедиции в другие части Патагонии, стараясь найти пригодные для обработки земли, а также, возможно, золото.

## Экспедиция
В 1885 году на деньги валлийских поселенцев была снаряжена экспедиция под названием «Стрелки Чубута», в состав которой вошли Луис Хорхе Фонтана (губернатор созданной в 1884 году в Аргентине Национальной территории Чубут), Джон Дэниел Эванс, Грегорио Майо, Джон Мюррей Томас, а также ещё 7 аргентинцев, 2 немца, 1 американец и 19 валлийцев.
Экспедиция покинула Росон 14 октября 1885 года, вместе с ней двигалось 20 фургонов с продовольствием, 260 лошадей, и 2 фургона с научными приборами и инструментами для золотодобычи. Участники экспедиции были вооружены 30 ружьями «Ремингтон». Миновав долину нижнего течения реки Чубут, они устроили лагерь в районе современного Бока-Тома. Затем, следуя на запад примерно по маршруту современной национальной автострады № 25, они миновали места, где впоследствии возникнут Лас-Плумас (дав по пути название тамошней долине), Лос-Альтарес и Пасо-де-Индьос, и достигли реки Тека. В местечке Пьедра-дель-Агила было найдено небольшое количество золота.
Потом они направились дальше к Андам, где 25 ноября открыли горную долину, названную ими «Прекрасной долиной» (валл. Cwm Hyfrid, впоследствии была переименована в «долину 16 октября»), и реку Коринтос. В тот же день они водрузили там аргентинский флаг.
Продолжив путешествие на юго-запад, они миновали место сражения при Апелеге, и ими было открыто и названо озеро Фонтана. Дальше их путь пролёг вдоль реки Сенгерр, пока они не достигли долины Сармьенто и озёр Мустерс и Колуэ-Уапи. Здесь они также достигли залива Сан-Хорхе и увидели Окаменелые деревья Сармьенто.
Оттуда они последовали на северо-восток вдоль реки Рио-Чико до её впадения в Чубут, и вернулись в Росон 1 февраля 1886 года.

## Последствия
После завершения экспедиции было составлено полное географическое описание территории, и полковник Фонтана предоставил президенту Хулио Архентино Роке первую карту территории современной провинции Чубут, которая до этого была практически не исследована.
На разведанных землях была основана Колония 16 октября, а все участники и спонсоры экспедиции получили по квадратной лиге земли.
Два года спустя по маршруту экспедиции в долине реки Чубут от Росона до «Колонии 16 октября» был проложен «Горный путь», пересёкший всю Патагонию.